# Shekar Bāghān
Shekar Bāghān (persiska: شکر باغان) är en ort i Iran.   Den ligger i provinsen Gilan, i den nordvästra delen av landet, 270 km nordväst om huvudstaden Teheran. Antalet invånare är 107.
Terrängen runt Shekar Bāghān är platt. Runt Shekar Bāghān är det tätbefolkat, med 493 invånare per kvadratkilometer. Närmaste större samhälle är Bandar-e Anzalī, 18,3 km nordost om Shekar Bāghān. I omgivningarna runt Shekar Bāghān växer i huvudsak blandskog.